# Служанки (Виктюк)
«Служа́нки» — спектакль Романа Виктюка по одноимённой пьесе Жана Жене, премьера первой редакции которого состоялась 17 сентября 1988 года в театре «Сатирикон» и стала эпохальным театральным событием, заявив себя как манифест новой театральности. В репертуаре театра спектакль шёл в течение 7 лет. 
На сцене Театра Романа Виктюка вторая и третьи редакции демонстрировались с 1992 по 2024 годы. 
С 27 ноября 2024 года прокатом третьей редакции спектакля занимается Современный театр мюзикла.

## Редакции спектакля

### Первая редакция (1988)
Премьера состоялась 17 сентября 1988 года в театре «Сатирикон».
Благодаря разработке особой актёрской пластики Валентином Гнеушевым, хореографии Аллой Сигаловой, подбору музыки Асафом Фараджевым, костюмам Аллы Коженковой, гриму Льва Новикова, — в сочетании с актёрской игрой Константина Райкина (Соланж), Николая Добрынина (Клер), Александра Зуева  (Мадам) и Сергея Зарубина (Месье), — Виктюку удалось создать неповторимый спектакль, который был показан во многих странах мира, собрал восторженные отзывы прессы, а самого режиссёра сделал одним из самых узнаваемых и известных театральных деятелей. 

#### Состав исполнителей
- Константин Райкин, Владимир Большов — Соланж
- Николай Добрынин, Александр Корженков — Клер
- Александр Зуев , Сергей Виноградов (сезон 1989/1990) — Мадам
- Сергей Зарубин — Месье

Последний показ первой редакции спектакля в театре «Сатирикон» состоялся 24 апреля 1995 года.

#### Создатели спектакля
- Режиссёр по пластике: Валентин Гнеушев
- Балетмейстер: Алла Сигалова
- Сценография и костюмы: Алла Коженкова
- Музыкальное оформление: Асаф Фараджев
- Педагог по акробатике: Андрей Лев
- Художник по гриму: Лев Новиков
- Художник по свету: Елена Годованная

### Вторая редакция (1992)
Премьера состоялась в 1992 году в Театре Романа Виктюка.

#### Состав исполнителей
- Владимир Зайцев — Соланж
- Николай Добрынин — Клер
- Сергей Виноградов (1992—1993), Александр Зуев (1995—2000) — Мадам
- Леонид Лютвинский — Месье

#### Создатели спектакля
- Сценография: Алла Коженкова
- Хореография: Эдвальд Смирнов
- Художник по свету: Сергей Скорнецкий
- Художник по гриму: Лев Новиков
- Музыкальное оформление: Асаф Фараджев

### Третья редакция (2006)
Премьера состоялась 28 октября 2006 года в Театре Романа Виктюка на сцене Театра имени Моссовета.
Виктюк восстановил «Служанок» и явил на суд зрителя новую редакцию легендарного спектакля, которая 18 лет назад, казалось многим, оформила окончательно его режиссёрскую манеру и сделала знаменитым в России и на Западе. При том, что режиссёром-репетитором постановки выступил Александр Зуев, имевший за плечами опыт участия в процессе рождения первой редакции спектакля в «Сатириконе».
Последний показ третьей редакции спектакля на сцене Театра Романа Виктюка состоялся 29 июня 2024 года.
С 27 ноября 2024 года прокатом третьей редакции спектакля занимается Современный театр мюзикла. 

#### Состав исполнителей
- Дмитрий Бозин — Соланж
- Дмитрий Жойдик,  Александр Солдаткин (с 26 марта 2012), Станислав Мотырев (с 2022) — Клер
- Алексей Нестеренко, Никита Беляков (со 2 апреля 2021) — Мадам
- Иван Никульча — Месье

#### Создатели спектакля
- Постановка: Роман Виктюк
- Режиссёр: Александр Зуев
- Сценография и костюмы: Алла Коженкова
- Хореография: Эдвальд Смирнов
- Художник по свету: Анатолий Кузнецов
- Музыкальная концепция: Асаф Фараджев

## Музыка
- Daniel Lavoie — Ils s’aiment
- Dalida — Je suis malade
- Dalida — Tico tico
- Dalida — Je me repose
- Dalida — Helwa Ya Balady
- Dalida — Monsieur l’amour
- Les Rita Mitsouko — Mandolino City
- Supertramp — Cannon Ball
- Михаэль Хениг — Forgotten Thoughts
- Джузеппе Верди — Реквием

## Награды
1990 год:
- гран-при БИТЕФ (Белград, Югославия);
- приз «За оригинальную трактовку современной классики на сцене», приз «За виртуозность актёрской игры», приз зрителей (Мехико, Мексика).

## Участие в фестивалях
- 1989 — Загреб (Югославия), Брайтон (Англия), Берген (Норвегия), Каракас (Венесуэла), Богота (Колумбия)
- 1990 — Мехико (Мексика), БИТЕФ в Белграде (Югославия)
- 1991 — Мюльхайм (Германия)

## Пародии
- В программе «Оба-на!» (серия «Отбор номеров для поездки в Израиль») была показана пародия на спектакль Романа Виктюка — пьеса «Прислужницы». Одну из ролей (Соланж) там сыграл Владимир Зайцев, принимавший участие и в одной из оригинальных постановок. Роль Клер в пародии сыграл Игорь Угольников, а роль Мадам — Мария Аронова[4].
- В 1999 году команда КВН «Сборная Санкт-Петербурга» показала СТЭМ «Колобок в постановке Виктюка», в котором пародировался спектакль.